# ديان فورمان
ديان فورمان (بالإنجليزية: Dean Furman)‏ (مواليد 22 يونيو 1988) هو لاعب كرة قدم جنوب أفريقي يلعب حاليًا لصالح نادي دونكاستر روفرز الإنجليزي. لعب مباراته الدولية الأولى مع منتخب جنوب أفريقيا ضد منتخب البرازيل يوم 8 سبتمبر 2012.

## الأهداف الدولية
| # | التاريخ       | الملعب               | المنافس  | الهدف | النتيجة | البطولة                                 |
| - | ------------- | -------------------- | -------- | ----- | ------- | --------------------------------------- |
| 1 | 7 سبتمبر 2013 | ديربان، جنوب أفريقيا | بوتسوانا | 2–0   | 4–1     | تصفيات أفريقيا المؤهلة لكأس العالم 2014 |

## ألقاب
دونكاستر روفرز
- الدوري الإنجليزي الدرجة الثالثة: 2012–13

## روابط خارجية
- ديان فورمان على موقع قاعدة بيانات كرة القدم.إي يو (الإنجليزية)
- ديان فورمان على موقع ناشيونال فوتبول تيمز (الإنجليزية)
- ديان فورمان على موقع Soccerbase.com (لاعب) (الإنجليزية)
- ديان فورمان على موقع Soccerway.com (الإنجليزية)
- ديان فورمان على موقع عالم كرة القدم.نت (الإنجليزية)